# 卡雷 (意大利)

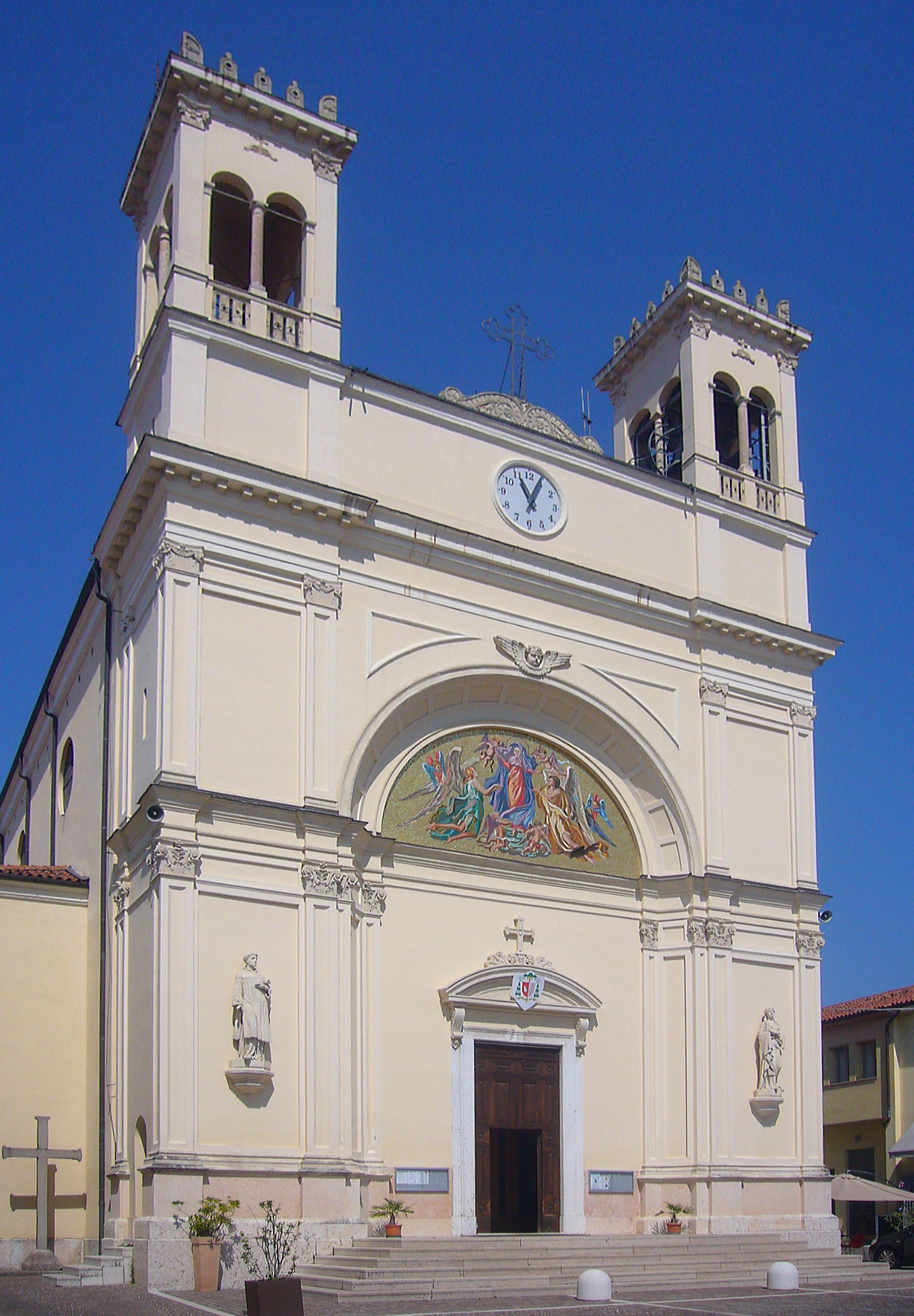
教堂

卡雷（義大利語：Carrè）是意大利威尼托大区維琴察省的市镇。市镇面积为8平方公里，2008年人口数量为3,603人。

## 友城
卡雷与下列地方结为友好城市：
- 法國 孔庞（自2004年起）